# Długołęka (Basse-Silésie)
Pour les articles homonymes, voir Długołęka.
Długołęka est une localité polonaise, siège de la gmina de Długołęka, située dans le powiat de Wrocław en voïvodie de Basse-Silésie.